# جفت کوپر

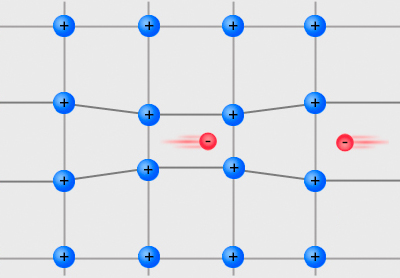
نمایی از طرح‌وساختار الکترون‌هایی‌که یک‌زوج کوپر را در حالت جامد، تشکیل می‌دهند. (بر اساس نظریه بی‌سی‌اس)

در فیزیک ماده چگال، یک زوج کوپر یا زوج BCS شامل یک جفت الکترون (و یا فرمیون‌های دیگر) است که در دماهای پایین به صورت مشخصی در قید یکدیگر قرار دارند. این زوج در سال ۱۹۶۵م برای نخستین بار توسط فیزیک‌دان آمریکایی لئون کوپر معرفی شد. کوپر نشان داد که یک جاذبهٔ تصادفی کوچک بین الکترون‌ها در یک فلز می‌تواند باعث یک حالت جفت شده از الکترون‌ها گردد که دارای انرژی کمتری از انرژی فرمی است و این به معنای مقید بودن این زوج است. در ابررساناهای متعارف، این جاذبه ناشی از برهم کنش الکترون-فونون است. براساس نظریه BCS که توسط جان باردین، لئون کوپر، و جان شریفر ارائه شد ( و برای آنها جایزه نوبل سال ۱۹۷۲ را  به ارمغان آورد) ،حالت زوج کوپر باعث بروز ابررسانایی می‌شود.